# Kolahoi Glacier
Kolahoi Glacier är en glaciär i Indien.   Den ligger i unionsterritoriet Jammu och Kashmir, i den norra delen av landet, 600 km norr om huvudstaden New Delhi. Kolahoi Glacier ligger 3 920 meter över havet.
Terrängen runt Kolahoi Glacier är bergig, och sluttar västerut. Runt Kolahoi Glacier är det ganska tätbefolkat, med 86 invånare per kvadratkilometer. Närmaste större samhälle är Pahalgām, 18,4 km söder om Kolahoi Glacier. Trakten runt Kolahoi Glacier är permanent täckt av is och snö.